# Liste der Biografien/Schmid, P
Liste der Biografien |
Portal Biografien |
P Personensuche
# |
A |
B |
C |
D |
E |
F |
G |
H |
I |
J |
K |
L |
M |
N |
O |
P |
Q |
R |
S |
T |
U |
V |
W |
X |
Y |
Z |
?
 
Sa |
Sb |
Sc |
Sd |
Se |
Sf |
Sg |
Sh |
Si |
Sj |
Sk |
Sl |
Sm |
Sn |
So |
Sp |
Sq |
Sr |
Ss |
St |
Su |
Sv |
Sw |
Sy |
Sz
 
Sca–Sce |
Sch |
Sci–Scz
 
Scha |
Schc |
Schd |
Sche |
Schg |
Schi |
Schj |
Schk |
Schl |
Schm |
Schn |
Scho |
Schp |
Schr |
Schs |
Scht |
Schu |
Schv |
Schw |
Schy
 
Schma |
Schme |
Schmi |
Schmo |
Schmu |
Schmy
 
Schmic |
Schmid |
Schmie |
Schmig |
Schmik |
Schmil |
Schmin |
Schmir |
Schmis |
Schmit
 
Schmida |
Schmidb |
Schmide |
Schmidf |
Schmidg |
Schmidh |
Schmidi |
Schmidj |
Schmidk |
Schmidl |
Schmidm |
Schmidp |
Schmidr |
Schmids |
Schmidt |
Schmid, A |
Schmid, B |
Schmid, C |
Schmid, D |
Schmid, E |
Schmid, F |
Schmid, G |
Schmid, H |
Schmid, I |
Schmid, J |
Schmid, K |
Schmid, L |
Schmid, M |
Schmid, N |
Schmid, O |
Schmid, P |
Schmid, R |
Schmid, S |
Schmid, T |
Schmid, U |
Schmid, V |
Schmid, W |
Schmid, Y
Die Liste der Biografien führt alle Personen auf, die in der deutschsprachigen Wikipedia einen Artikel haben. Dieses ist eine Teilliste mit 21 Einträgen von Personen, deren Namen mit den Buchstaben „Schmid, P“ beginnt.

## Schmid, P

### Schmid, Pa
- Schmid, Pascal (* 1976), Schweizer Politiker (SVP)Pascal Schmid (* 1976)

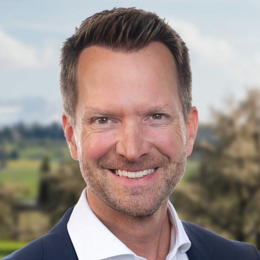
Pascal Schmid (* 1976)

- Schmid, Paschalis (1887–1957), deutscher Salvatorianerpater
- Schmid, Patric (1944–2005), US-amerikanischer Gründer der Opera Rara
- Schmid, Patricia (* 1985), Schweizer Model
- Schmid, Paul (1895–1977), deutscher Schriftsteller
- Schmid, Paul (1910–1983), deutscher Bibliothekar
- Schmid, Paul von (1842–1928), deutscher Bankier in Augsburg
- Schmid, Paul Wilhelm (1704–1763), deutscher Rechtswissenschaftler

### Schmid, Pe
- Schmid, Peter (1769–1853), deutscher Maler und Methodiker des Zeichenunterrichts
- Schmid, Peter (* 1898), Schweizer Skisportler
- Schmid, Peter (1926–2022), deutscher Prähistoriker, Institutsleiter und Wurtenforscher
- Schmid, Peter (* 1940), Schweizer Politiker (Grüne) und Heilpädagoge
- Schmid, Peter (* 1941), Schweizer Politiker
- Schmid, Peter (1945–2024), deutscher Historiker
- Schmid, Peter (* 1947), deutscher Politiker (CSU), Mitglied des Bayerischen Landtags
- Schmid, Peter (* 1951), Schweizer Politiker (SP) und Kirchenpolitiker
- Schmid, Peter A. (* 1959), Schweizer Arzt und Improvisationsmusiker
- Schmid, Peter F. (1950–2020), österreichischer praktischer Theologe, Psychotherapeut und Autor

### Schmid, Ph
- Schmid, Philipp (* 1971), deutscher Radiomoderator und Musiker
- Schmid, Philipp (* 1986), deutscher Skirennläufer

### Schmid, Pi
- Schmid, Pia (* 1995), deutsche Fußballspielerin